# Kaja Zorč
Kaja Zorč (* 21. Mai 2003 in Jesenice, Oberkrain) ist eine slowenische Biathletin. Sie wurde 2023 Juniorenweltmeisterin im Einzel.

## Sportliche Laufbahn
Kaja Zorč gab ihr internationales Debüt bei den Jugendweltmeisterschaften 2019 und wurde unter anderem Fünfte mit der Staffel. Auch im Folgejahr nahm sie an der Jugend-WM teil, zudem bestritt sie zwei Wettkämpfe im Juniorcup. Des Weiteren gehörte sie zum slowenischen Aufgebot bei den Olympischen Jugendspielen und belegte den sechsten Rang im Sprint. Zu Beginn der Saison 2020/21 gab die Slowenin ihr Debüt im IBU-Cup und nahm auch an den Europameisterschaften teil, wo sie mit Rang 33 im Sprint erste IBU-Cup-Ranglistenpunkte ergatterte. An der Seite von Klara Vindišar und Lena Repinc gewann Zorč bei der Jugendweltmeisterschaft 2021 hinter Frankreich die Silbermedaille, in Sprint und Verfolgung erreichte sie jeweils den sechsten Rang. Im Dezember des Jahres gab die Slowenin in Hochfilzen ihren Einstand im Weltcup und wurde mit Nika Vindišar, Polona und Živa Klemenčič Staffel-19. Im Laufe des Winters bestritt sie auch erste Individualwettkämpfe auf der höchsten Rennebene, am Saisonende gewann sie beim Olympischen Jugendfestival hinter Sara Andersson und Klara Vindišar Bronze im Sprint. Im Winter 2022/23 erreichte Zorč einen Podestplatz im Juniorcup, punktete bei den Europameisterschaften in allen drei Einzelbewerben und erreichte an gleicher Stelle Rang 10 mit Lovro Planko in der Single-Mixed-Staffel. Weiterhin startete die Slowenin bei drei Rennen im Weltcup und siegte am Saisonende trotz dreier Schießfehler im Einzel der Juniorenweltmeisterschaften von Schtschutschinsk, womit sie ihren ersten internationalen Titel bei der IBU gewann.
In der Folgesaison startete Zorč sowohl auf Junioren- als auch auf Erwachsenenebene und erzielte bei den Europameisterschaften unter anderem Rang 19 in der Verfolgung. Bei den Junioreneuropameisterschaften verpasste sie als Vierte des Sprints eine Medaille noch knapp, im Rahmen der Junioren-WM hingegen war die Slowenin chancenlos und kam als Vorjahressiegerin im Einzel nicht über Platz 29 hinaus. Am Saisonende bekam sie nach längerer Zeit wieder einen Startplatz im Weltcup, belegte ihn in Soldier Hollow, Utah gemeinsam mit Lena Repinc, Polona Klemenčič und Anamarija Lampič Platz 10 und kam zudem erstmals unter die besten 70 in einem Sprintwettkampf. Im Großteil des Winters 2024/25 hatte Zorč mit gesundheitlichen Problemen zu kämpfen, sodass sie nur vier internationale Wettkämpfe bestritt und die Saison bereits im Januar beendete.

## Persönliches
Kaja Zorč stammt aus Slamniki, einem Ortsteil von Bled.

## Statistiken

### Weltcupplatzierungen
Die Tabelle zeigt alle Platzierungen (je nach Austragungsjahr einschließlich Olympische Spiele und Weltmeisterschaften).
- 1.–3. Platz: Anzahl der Podiumsplatzierungen
- Top 10: Anzahl der Platzierungen unter den ersten zehn (einschließlich Podium)
- Punkteränge: Anzahl der Platzierungen innerhalb der Punkteränge (einschließlich Podium und Top 10)
- Starts: Anzahl gelaufener Rennen in der jeweiligen Disziplin
- Staffel: inklusive Mixed- und Single-Mixed-Staffeln

| Platzierung               | Einzel | Sprint | Verfolgung | Massenstart | Staffel | Gesamt |
| ------------------------- | ------ | ------ | ---------- | ----------- | ------- | ------ |
| 1. Platz                  |        |        |            |             |         |        |
| 2. Platz                  |        |        |            |             |         |        |
| 3. Platz                  |        |        |            |             |         |        |
| Top 10                    |        |        |            |             | 1       | 1      |
| Punkteränge               |        |        |            |             | 6       | 6      |
| Starts                    | 1      | 3      |            |             | 6       | 10     |
| Stand: Saisonende 2023/24 |        |        |            |             |         |        |

### Jugend-/Juniorenweltmeisterschaften
Zorč nahm bis 2022 an den Jugend-, ab 2023 an den Juniorenwettkämpfen teil.
| Weltmeisterschaften | Weltmeisterschaften | Einzelwettbewerbe | Einzelwettbewerbe | Einzelwettbewerbe | Einzelwettbewerbe | Staffelwettbewerbe | Staffelwettbewerbe |
| Jahr                | Ort                 | Einzel            | Sprint            | Verfolgung        | Massenstart 60    | Damenstaffel       | Mixedstaffel       |
| ------------------- | ------------------- | ----------------- | ----------------- | ----------------- | ----------------- | ------------------ | ------------------ |
| 2019                | Osrblie             | 25.               | 45.               | 53.               | nicht ausgetragen | 5.                 | nicht ausgetragen  |
| 2020                | Lenzerheide         | 21.               | 68.               | –                 | nicht ausgetragen | 7.                 | nicht ausgetragen  |
| 2021                | Obertilliach        | 22.               | 6.                | 6.                | nicht ausgetragen | 2.                 | nicht ausgetragen  |
| 2022                | Soldier Hollow      | 9.                | 7.                | 26.               | nicht ausgetragen | 6.                 | nicht ausgetragen  |
| 2023                | Schtschutschinsk    | 1.                | –                 | –                 | nicht ausgetragen | 4.                 | –                  |
| 2024                | Otepää              | 29.               | 33.               | N/A               | 26.               | 7.                 | 15.                |